# Zásada
Zásada (deutsch Sassadel) ist ein Flecken im Iserland (Pojizeří) nahe Železný Brod. Er ist Teil der Mikroregion Železnobrodsko.

## Geschichte
Die erstmalige Erwähnung von Zásada erfolgte in der ersten Hälfte des 14. Jahrhunderts. An der Stelle der heutigen Schule stand damals eine Burg der Adelsfamilie Čuch. Johann Čuch von Zásada war Hofmarschall König Wenzels IV. Johanns Sohn Peter Čuch war ein treuer Anhänger des Kaisers Sigismund. Aus unbekannten Gründen verlor er sein gesamtes Vermögen, zu dem auch die Burg Navarov gehörte. Mit Hilfe des Kaisers eroberte er die Burg zwar zurück, konnte jedoch wegen finanzieller Schwierigkeiten den Zerfall seiner Herrschaft nicht verhindern.
Der Ort kam in den Herrschaftsbereich der Herren von Smiřický von Smiřice, die jedoch ihre Besitzungen nach der Schlacht am Weißen Berg verloren. Nach der Besetzung durch die Schweden wurde das Dorf im Dreißigjährigen Krieg nicht geplündert, musste jedoch in Folgejahren hohe Lasten tragen.
Am 1. Juli 1766 besuchte Kaiser Joseph II. Zásada.
1843 bestand Zásada aus 118 Häusern mit 917 Einwohnern. In diese Zeit wird auch der Beginn der Glaserzeugung datiert. 1862 kam die Strickwaren-Produktion hinzu. Zehn Jahre später wurden die Freiwillige Feuerwehr, eine Grundschule und ein Sportverein gegründet. Mit der industriellen Entwicklung nahm auch der Wohlstand der Bevölkerung zu. 1929 hatte Zásada 90 Unternehmen. Von den 910 Einwohnern sollen elf Millionäre gewesen sein. 1936 wurde Zásada zur Stadt erhoben; zu dieser Zeit lebten hier 1600 Einwohner. Seit 2006 besitzt der Ort wieder den Status eines Městys.

## Gemeindegliederung
Für Zásada sind keine Ortsteile ausgewiesen. Zu Zásada gehören die Ansiedlungen Lumka, Mlýn Zalamáň, Plchov, Přední Zbytky, Stanovsko, Vinice und Zadní Zbytky. Grundsiedlungseinheiten sind Zásada (Sassadel) und Zbytky (Zbitky).